# 花橋駅 (崑山市)
花橋駅（かきょう-えき）は中華人民共和国江蘇省蘇州市崑山市光明路に位置する上海軌道交通11号線、蘇州軌道交通11号線の駅である。

## 歴史
- 2013年
  - 4月28日 - 試運転列車入線。
  - 10月16日 - 上海軌道交通11号線開業[1]。
- 2023年
  - 6月24日 - 蘇州軌道交通11号線開業[2]。

## 駅構造

### 上海軌道交通
相対式ホーム2面2線を有する高架駅。改札階は2階にあり、ホームは3階に位置している。

### のりば

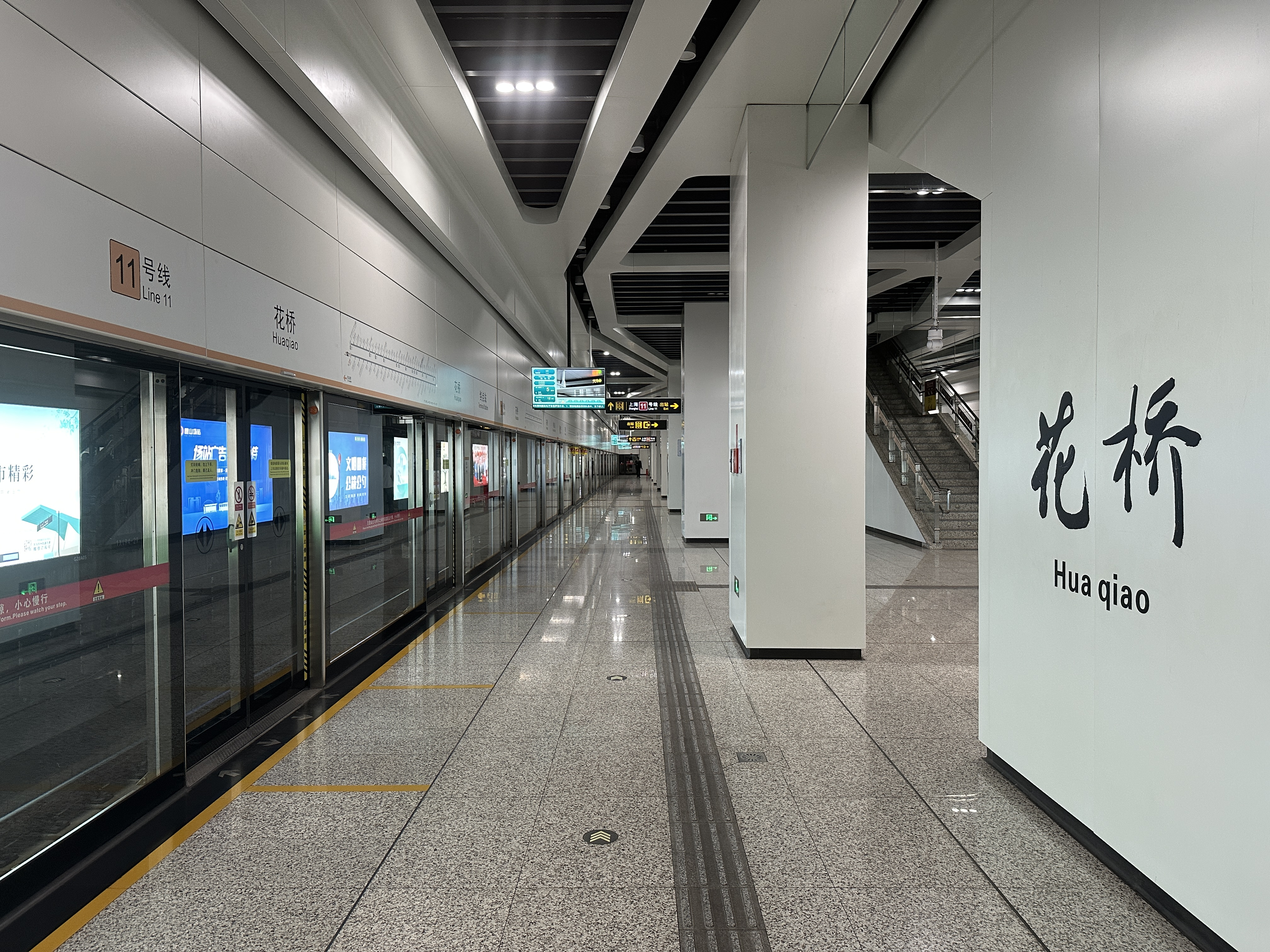
ホーム

| 番線 | 路線     | 行先       |
| ---- | -------- | ---------- |
| 1    | ■ 11号線 | 降車ホーム |
| 2    | ■ 11号線 | 迪士尼方面 |

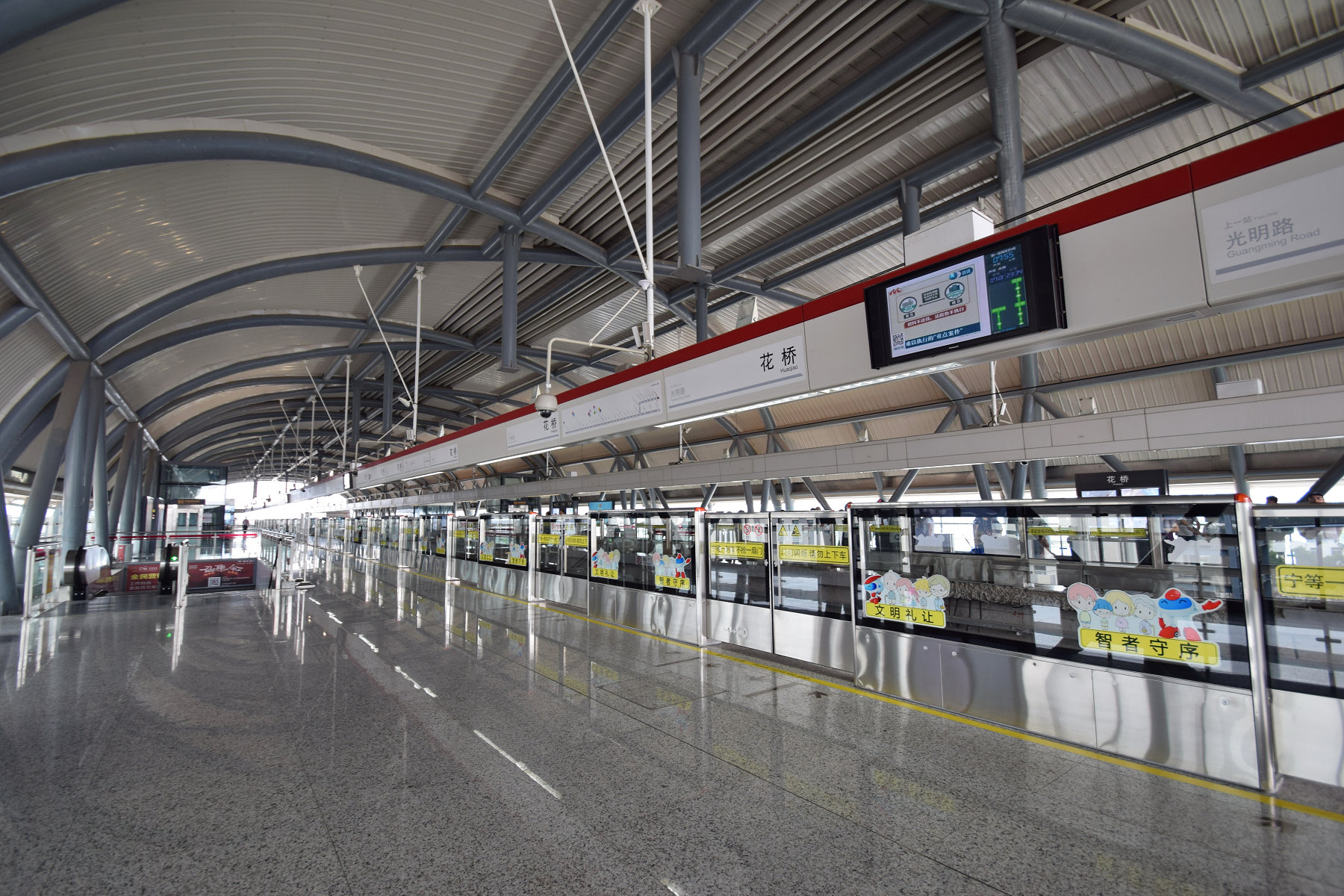
ホーム

### 蘇州地下鉄
島式ホーム1面2線を有する地下駅。改札階は1階にあり、ホームは地下1階に位置している。

### のりば
| 番線   | 路線     | 行先                     |
| ------ | -------- | ------------------------ |
| 西方面 | ■ 11号線 | 唯亭・蘇州新区火車站方面 |
| -      | ■ 11号線 | 降車ホーム               |

- ホーム

### 乗換
上海軌道交通と蘇州地下鉄の駅コンコースは、合計で3つの通路によって接続されています。「Metro大都会」アプリまたは「蘇e行」アプリを利用する乗客は、改札内での乗り換えが可能です。一方、交通系ICカードを利用する場合は、一度改札を出てから再度入る必要がありますが、再入場時のセキュリティチェックは免除されます。それ以外の乗車券を利用する場合は、新たに乗車券を購入し、再度セキュリティチェックを受ける必要があります。

## 隣の駅
上海軌道交通
■ 11号線
花橋駅 - 光明路駅
蘇州地下鉄
■ 11号線
花渓公園駅 - 花橋駅